# Loushanguan Lu
Loushanguan Lu (chiń. 娄山关路站) – stacja metra w Szanghaju, na linii 2. Zlokalizowana jest pomiędzy stacjami Weining Lu i Zhongshan Gongyuan. Została otwarta 30 grudnia 2006.